# Свирок
Свирок (укр. Свірок) — село в Сосницком районе Черниговской области Украины. Население 8 человек. Занимает площадь 0,5 км². Расположено на реке Свира (Свирка).
Код КОАТУУ: 7424987502. Почтовый индекс: 16112. Телефонный код: +380 4655.

## Власть
Орган местного самоуправления — Хлопяникский сельский совет. Почтовый адрес: 16112, Черниговская обл., Сосницкий р-н, с. Хлопяники, ул. Центральная, 20.